# 南崗樟樹公
23°55′47″N 120°40′02″E / 23.929750°N 120.667342°E
南崗樟樹公，是位於臺灣南投縣南投市新興里、南崗工業區、台3線旁的樟樹，被當地人視為神樹。

## 傳說
早期，南崗大樟公附近都是甘蔗園及荔枝園。一名王姓地主開墾時看見此樹下有兩顆石頭，又樹徑寬闊，認為已成樹神，就在樹下設土地廟。相傳如果陌生人想採摘樹旁的水果，而不先拜樹神，摘食後就會肚子不舒服。也傳說曾有人想砍伐煉製樟腦油，然而持刀斧砍樹時，連人帶刀摔倒在地，甚至還被刀斧砍傷。
1974年，經濟部工業局為配合台中港發展，決定在南投設立南崗工業區作腹地。政府替此開闢屬於台3線系統的南崗一到三路都是四線道，作為交通樞紐。開發之初，區內兩百多公頃山坡地大肆挖掘整修，唯獨這棵在南崗三路邊的樟樹獲保存。樟樹公委員會委員廖本章講，當時開發單位想砍掉該樹，機具卻一律發生故障，便順應民情，以樟樹為中心，設立取名「樟樹園」的休閒空間。園內有三間小廟，其中一間為土地公廟，是南崗工業區及鄰近民眾乘涼、信仰中心。當地公司的老闆更是常前往祭拜，祈求事業發達。

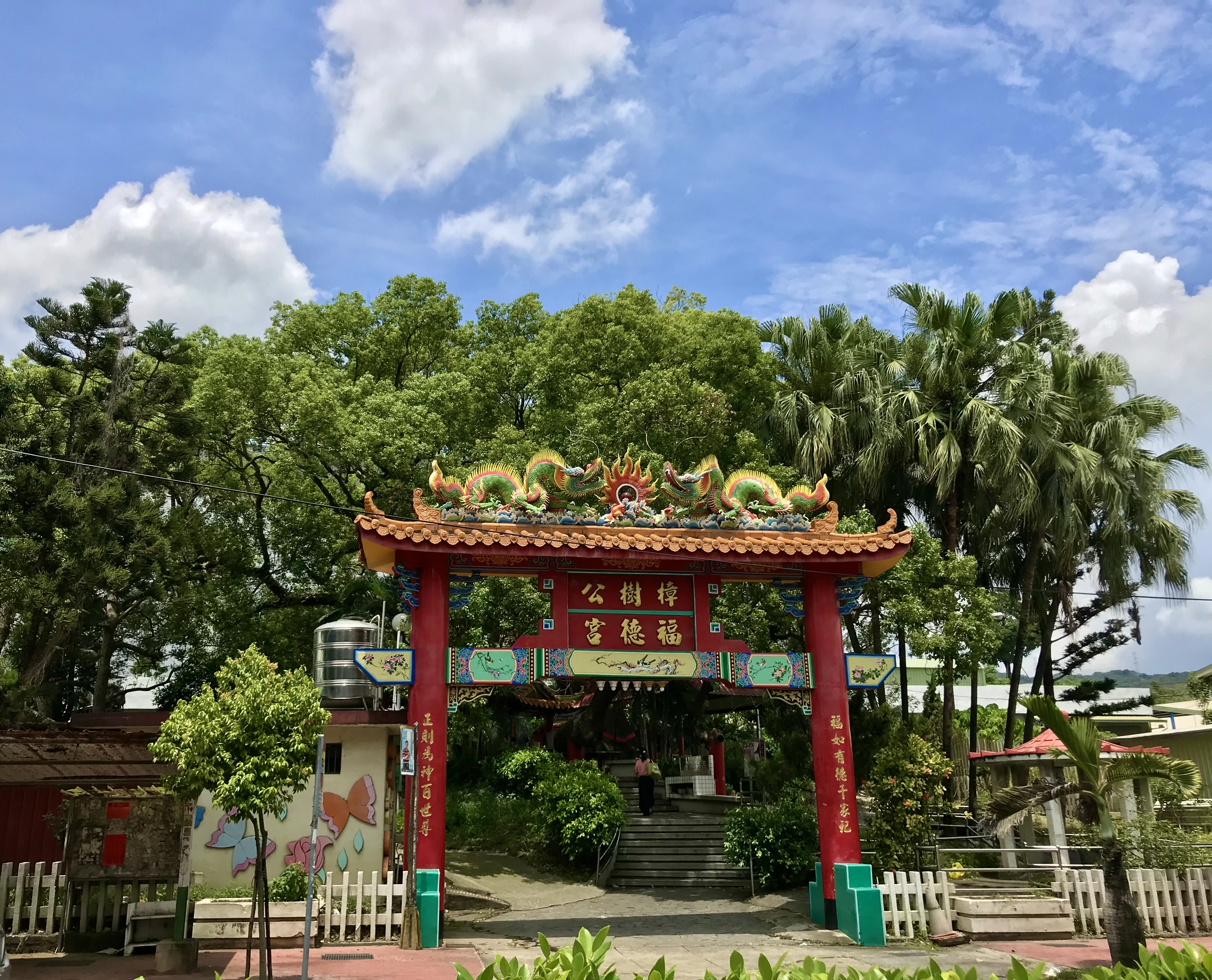
樟樹園

## 樹身
1992年報導時，樟樹胸圍有6.4公尺，樹高28公尺，樹冠幅達1500平方公尺，除了主幹外，還從根部向外長出兩棵子樹。當地新興里民胡元旦表示，樟樹公主幹之所以在右端，是因颱風侵襲讓樹幹變形，另一段倒向左端，意外得以延伸生長，才形成左右都有樟樹的情況。至於主幹樹胸徑在2017年約2.2公尺。
2015年蘇迪羅颱風後，前往祭拜的民眾發現樟樹公神龕兩旁各長出一株約1公尺高的新苗木。特有生物研究保育中心表示，植物遇到危機時也會產生自我保護與繁衍後代的動機，此新苗木極可能屬於萌檗種。

## 保育
邱創煥省府主席任內倡議保護臺灣老樹、指示逐株列管。1990年3月3日，他與妻子參加省農林廳舉行的參觀老樹活動，近二百人從南崗工業區樟樹園出發，從南崗樟樹公開頭，陸續參訪坪頂神木、埔里茄苳樹王公等。南投縣生態保護協會選擇了此三棵神樹辦理美化綠化工程，但在1996年因經費不足，只剩陳猷仁、林素珠苦撐業務，只好透過當地社區民眾及鄰近學校協助，期保留老樹、確保老樹週遭環境衛生清潔。
2005年12月，縣府生態保育課替玉峰村芒果神木等樹排定該月的醫療日期，其中13日是對感染褐根病的南崗樟樹公執行鋸乾枝及灌藥。
2007年2月1日，因南崗樟樹公原先的絕緣礙子已被遮住，在立委林耘生建議下，經濟部工業局長陳昭義允諾重設避雷針。
2017年8月14日，福田樹木醫院團隊替此樹修整高處枯朽及不良枝條，以八天療程時間，為樹洞處理腐朽的木質部，再加以碳化，避免被白蟻繼續啃蝕、分解。